# Araeolaimus texianus
Araeolaimus texianus is een rondwormensoort uit de familie van de Diplopeltidae.